# Équipe du Bhoutan féminine de basket-ball
Maillots
Actualités
L'équipe du Bhoutan féminine de basket-ball est l'équipe nationale qui représente le Bhoutan dans les compétitions internationales féminines de basket-ball. Elle est placée sous l'égide de la Fédération du Bhoutan de basket-ball.

## Histoire
Tout d'abord formée autour de septembre 2015, l'équipe nationale a été créée pour faire ses débuts dans un tournoi international aux Jeux d'Asie du Sud 2016 et devait être dirigé par l'entraîneur-chef Mike Behnke, mais l'événement de basket-ball a été annulé.
Le 2 avril 2016, l'équipe féminine remporte son premier match contre le Bangladesh, victoire 61 à 29. Lors du premier Championnat SABA féminin en 2016, l'équipe féminine du Bhoutan finit à la quatrième place sur cinq.

## Palmarès
- Jeux olympiques : 0
- Championnat du monde : 0
- Championnat d'Asie : 0
- Jeux d'Asie du sud : 0
- championnat SABA féminin : 0

### Parcours aux Jeux olympiques
- 1976-2016 : Ne participe pas

### Parcours en Championnat du monde
- 1953-2014 : "Ne participe pas"

### Parcours en Championnat d'Asie
- 1965-2015 : "Ne participe pas"

### Parcours aux Jeux sud-asiatiques
- 1995-2010 : "Ne participe pas"
- 2016 : "Annulé"

### Parcours en championnat SABA féminin
- 2016 : 4e

## Matchs féminin du Bhoutan par adversaire
| No | Date            | Lieu            | Locaux  | Résultat | Visiteur      | Compétition                   |
| -- | --------------- | --------------- | ------- | -------- | ------------- | ----------------------------- |
| 1  | 10 février 2016 | Shillong Inde   | Bhoutan | 40-49    | Railway Assam | Amical                        |
| 2  | 15 février 2016 | Shillong Inde   | Bhoutan | 35-59    | Pakistan      | Amical                        |
| 3  | 20 février 2016 | Shillong Inde   | Bhoutan | ?-?      | Népal         | Amical                        |
| 4  | 30 mars 2016    | Katmandou Népal | Bhoutan | 31-111   | Sri Lanka     | Championnat SABA féminin 2016 |
| 5  | 31 mars 2010    | Katmandou Népal | Bhoutan | 32-90    | Népal         | Championnat SABA féminin 2016 |
| 6  | 1er avril 2016  | Katmandou Népal | Bhoutan | 46-69    | Maldives      | Championnat SABA féminin 2016 |
| 7  | 2 avril 2016    | Katmandou Népal | Bhoutan | 61-29    | Bangladesh    | Championnat SABA féminin 2016 |

## Nations rencontrées
| Adversaire    | Joués | Victoires | Matchs nuls | Défaites | Panier marqué | panier encaissé |
| ------------- | ----- | --------- | ----------- | -------- | ------------- | --------------- |
| Pakistan      | 1     | 0         | 0           | 1        | 35            | 59              |
| Railway Assam | 1     | 0         | 0           | 1        | 40            | 49              |
| Sri Lanka     | 1     | 0         | 0           | 1        | 31            | 111             |
| Népal         | 2     | 0         | 0           | 2        | 32            | 90              |
| Maldives      | 1     | 0         | 0           | 1        | 46            | 69              |
| Bangladesh    | 1     | 1         | 0           | 0        | 61            | 29              |

## Bilan
| Rang | Équipe | Pts | J | G | N | P | Bp  | Bc  | Diff |
| ---- | ------ | --- | - | - | - | - | --- | --- | ---- |
| #    | Bhutan | 2   | 7 | 1 | 0 | 6 | 245 | 407 | -162 |

## Équipe du Bhoutan de Basketball féminin de 2016
- 1  Kinley Bidha
- 2  Gawa Seldon
- 3  Ugyen Wangmo
- 4  Tashi Euden Wangchuk
- 5  Yeshey Om
- 6  Tshering Lhaden
- 7  Dechen Wangmo
- 8  Ugen Lhazin (c)
- 9  Sonam Yangzom
- 10 Sima Das
- 11 Tshering Pem
- 12 Namzay Kumutha (c)

## Sélectionneurs de l'Équipe du Bhoutan féminin
Mise à jour le 4 avril 2016.
| Sélectionneur | Période   | Matchs | Gagnés | Nuls | Perdus | Gagnés % |
| ------------- | --------- | ------ | ------ | ---- | ------ | -------- |
| Mike Behnke   | 2015-201. | 7      | 1      | 0    | 6      | 14,27    |